# Sinfonia n. 4 "In memoriam"
La sinfonia n.4 "in memoriam" è una composizione sinfonica di Gian Francesco Malipiero. Conclusa a Venezia il 3 dicembre 1946, la partitura fu eseguita in prima mondiale dalla Boston Symphony Orchestra, il 27 febbraio 1948, sotto la direzione di  Sergei Koussevitzky.

## Struttura
Scrive Malipiero di questa sua Quarta sinfonia: "non è un epitaffio però vi si sente la presenza di qualcosa che è scomparso". La pagina è dedicata infatti al ricordo della filantropa Natalie Koussevitzky, moglie del direttore d'orchestra e contrabbassista Sergei Koussevitzky.
L'artista veneziano cerca qui un compromesso tra le esigenze della invenzione più libera e quelle dello sviluppo tematico.
I tempi sono i consueti quattro: 
- Allegro moderato
- Lento, funebre
- Allegro (una sorta di cupo Scherzo, dal piglio nervoso e sardonico)
- Lento, "passa il corteo di un funerale al suono di una campana lontana", con sei brevi variazioni.